# Theodor Kallifatides
Theodor Kallifatides (en grec: Θοδωρής Καλλιφατίδης, Thodorís Kal·lifatidis; Molai, Grècia, 12 de març de 1938) és un escriptor suec d'origen grec. Es va traslladar amb els seus pares a Atenes el 1956 i va emigrar a Suècia el 1964 a la recerca de feina. Allí s’adaptà i dominà ràpidament el suec, cosa que li permeté reprendre els estudis. Es va matricular a la Universitat d’Estocolm en filosofia. Llicenciat, hi va treballar com a professor entre el 1969 i el 1972. Va iniciar la seva carrera d'escriptor el 1969 amb un llibre de poesia, però el reconeixement el va obtenir principalment gràcies a les seves novel·les. Ha publicat novel·les, reculls de poesia, llibres de viatges i obres de teatre. També ha escrit guions cinematogràfics i ha dirigit una pel·lícula. Ha rebut diversos premis pel seu treball, tant a Grècia com a Suècia, com el prestigiós premi Dobloug de 2017. La seva obra s'ha traduït a més de vint llengües, entre les quals el català.

## Obres

### Poesia
- Minnet i exil: dikter (1969)
- Tiden är inte oskyldig: dikter (1971)

### Narrativa
Trilogia policíaca Kristina Vendel
- Ett enkelt brott (2000)
- Den sjätte passageraren (2002)
- I hennes blick (2004)

Obres independents
- Utlänningar (1970)
- Bönder och herrar (1973)

- Plogen och svärdet (1975) et Den grymma freden (1977)
- Den sena hemkomsten. Skisser från Grekland (1976)

- Kärleken (1978)
- Mitt Aten (1978)
- En fallen ängel (1981)
- Brännvin och rosor (1983)
- Människor, skolböcker, minnen (1986)
- Lustarnas herre (1986)

- En lång dag i Athen (1989)
- Sidospår (1991)

- Vem var Gabriella Orlova? (1992)
- Cypern: en resa till den heliga ön (1992)
- Ett liv bland människor (1994)
- Svenska texter (1994)
- Det sista ljuset (1995)
- Afrodites tårar: om gamla gudar och eviga människor (1996)
- De sju timmarna i paradiset (1998)
- För en kvinnas röst: en kärleksdikt (1999)
- Ett nytt land utanför mitt fönster (2001). Publicat en català amb el títol Un nou país més enllà de la finestra, Barcelona: Galaxia Gutenberg, S.L., 2023, traducció de Montserrat Camps i Gaset.
- En kvinna att älska (2003)
- Herakles (2006)
- Mödrar och söner (2007). Publicat en català amb el títol Mares i fills, Barcelona: Galaxia Gutenberg, S.L., 2020, traducció de Montserrat Camps i Gaset.
- Vänner och älskare (2008)
- Slump: kollektiv roman (2008)
- Det gångna är inte en dröm (2010). Publicat en català amb el títol El passat no és un somni, Barcelona: Galaxia Gutenberg, S.L., 2021, traducció de Montserrat Camps i Gaset.
- Brev till min dotter (2012)

- Med sina läppars svalka (2014)
- Ännu ett liv (2017). Publicat en català amb el títol Una altra vida, encara, Barcelona: Galaxia Gutenberg, S.L., 2020, traducció de Montserrat Camps i Gaset.
- Slaget om Troja (2018)
- Kärlek och främlingskap (2020). Publicat en català amb el títol Amor i enyorança, Barcelona: Galàxia Gutenberg, 2022, traducció de Carolina Moreno Tena.

## Filmografia
Com a realitzador i guionista
- 1980: Kärleken[4]

Com a guionista
- 1972: Jag heter Stelios de Johan Bergenstråhle[4]